# Termas del Daymán

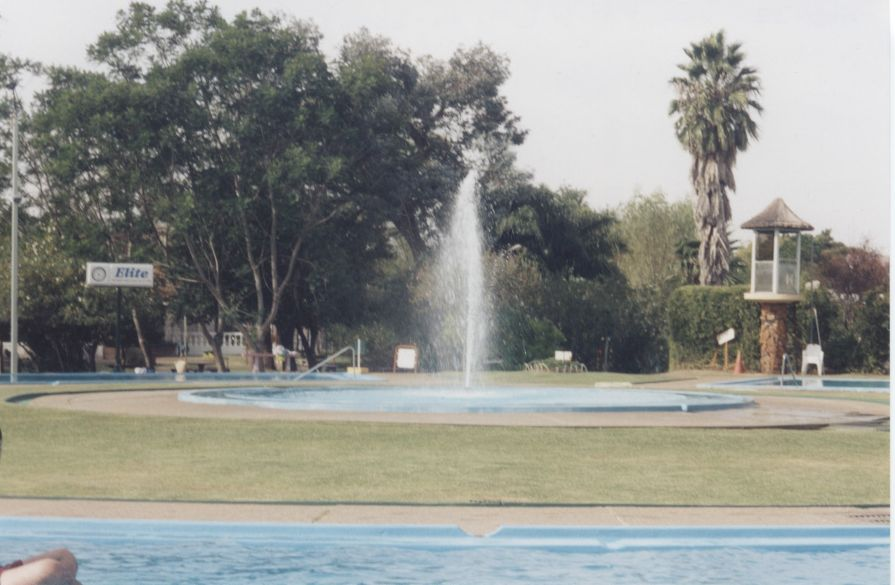
Piscinas municipales en las Termas del Daymán.

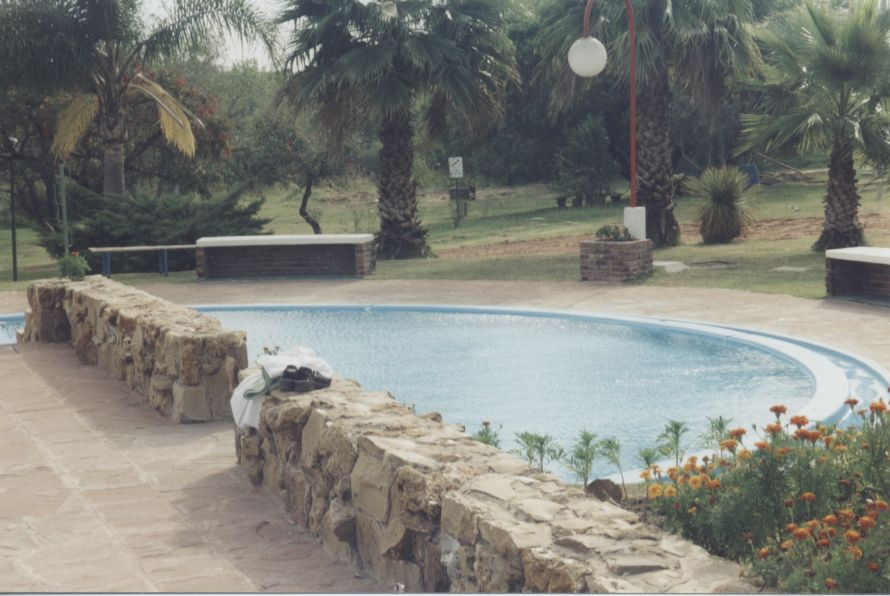
Piscina infantil en Daymán.

Termas del Daymán es un centro termal que se halla a 10 kilómetros de la ciudad de Salto, Uruguay, situado a 487 kilómetros de Montevideo y a 440 kilómetros de Buenos Aires.
Su origen se remonta a 1957, cuando la excavación en la región del Río Daymán, en la búsqueda de reservas petrolíferas, reveló la presencia del Acuífero Guaraní, fuente de aguas termales que alimentan las piscinas climatizadas de la zona.

## Características
El complejo de las Termas del Daymán consta del Parque Termal Municipal, compuesto por diversas piscinas termales y servicios. Junto a este complejo público, se encuentran otros de carácter privado, incluyendo hoteles que ofrecen sus propias instalaciones termales. 
En total, disponen de 11 piscinas, ocho de aguas cálidas y tres de aguas frías, algunas con cubiertas para protegerse de la exposición solar. Las temperaturas en estas piscinas pueden alcanzar hasta los 44 °C, aunque en verano se ajustan para brindar una experiencia más placentera.
Algunas de las piscinas están equipadas con chorros de agua y duchas, proporcionando opciones tanto para la recreación como para la relajación. No se hallan toboganes acuáticos dentro del perímetro del parque.
El predio incluye un Complejo Médico Hidrotermal especializado en una variedad de tratamientos destinados a reducir el estrés y promover el bienestar. Entre los servicios ofrecidos se encuentran tratamientos de belleza facial, procedimientos de lifting C, así como una gama de duchas termales que incluyen la sueca, filiforme, danesa y escocesa. Además, se dispone de instalaciones como Jacuzzi, Sauna finlandesa y de vapor, así como espacios de solárium.
Además del complejo de piscinas municipales, se destaca la presencia del Parque Acuático Acuamanía. Sus principales atracciones comprenden dos toboganes de gran altura, una piscina con hidromasajes y un sinuoso río artificial que atraviesa todo el parque, navegable en inflables llamados "gomones".